# Archidiocèse orthodoxe antiochien d'Australie, de Nouvelle-Zélande et des Philippines

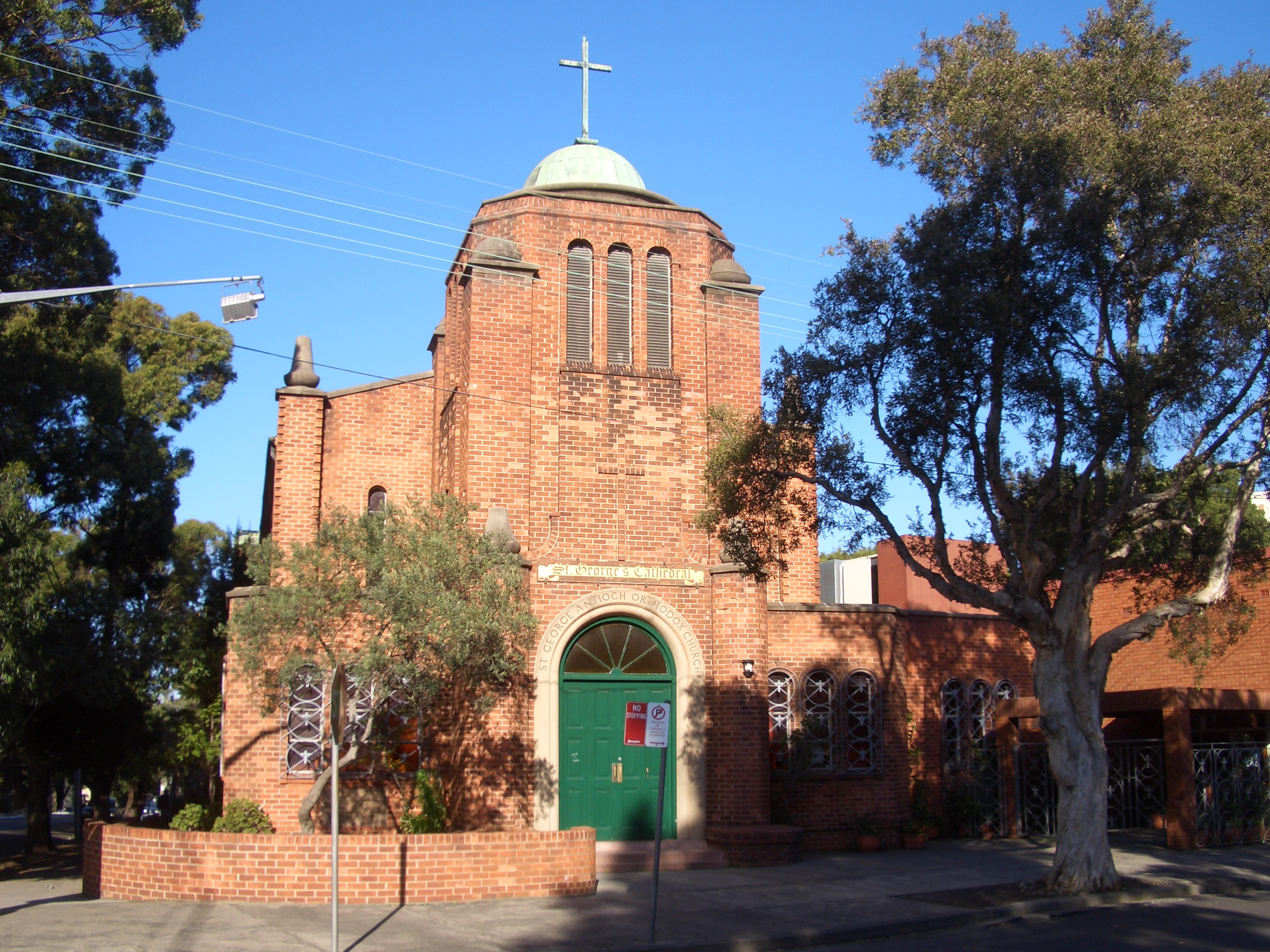
St George Antiochian Orthodox Cathedral à Sydney (Australie).

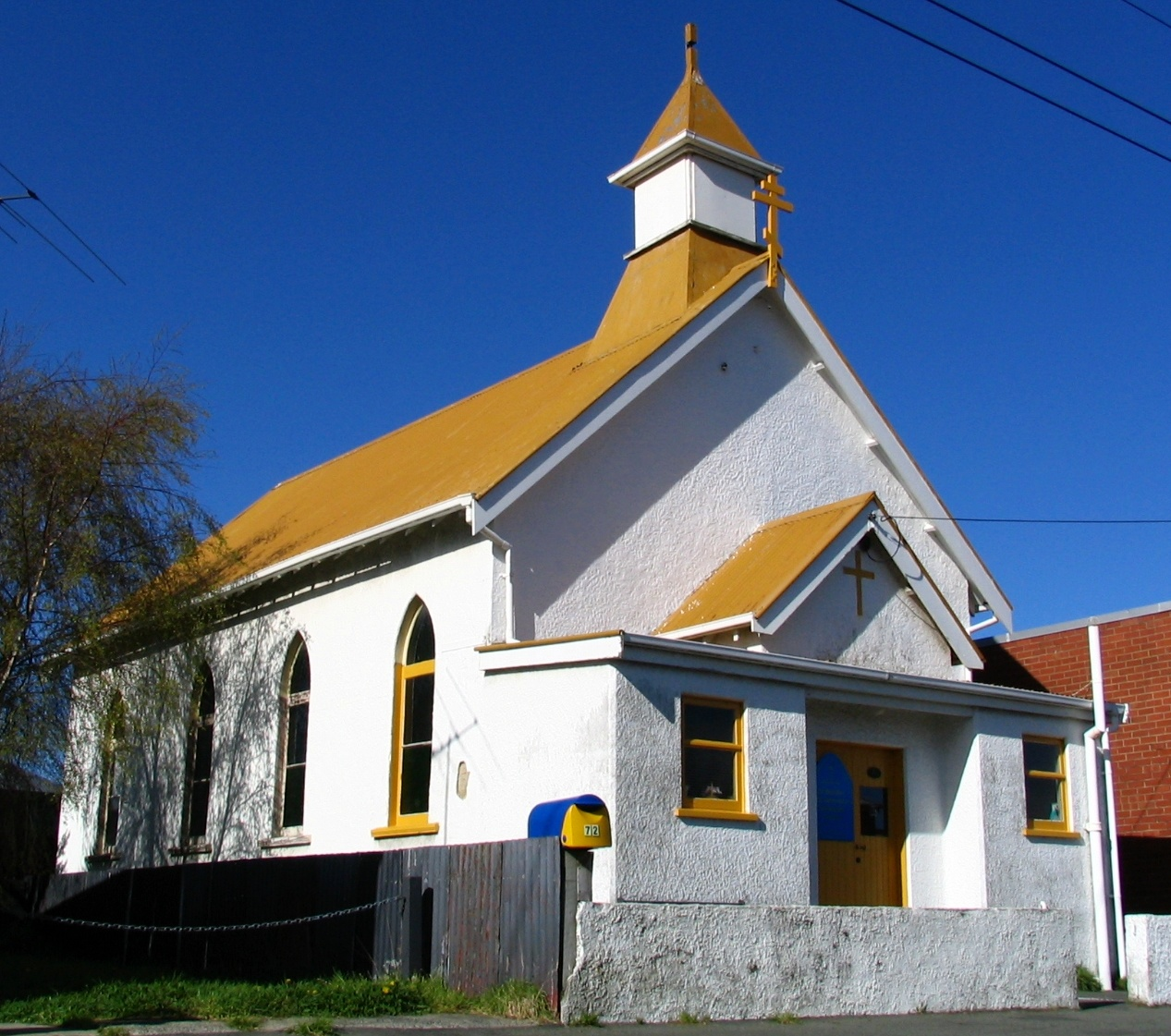
Église Saint-Michel de Dunedin (Nouvelle-Zélande).

L'archidiocèse orthodoxe antiochien d'Australie, de Nouvelle-Zélande et des Philippines (en anglais : Antiochian Orthodox Christian Archdiocese of Australia, New Zealand and the Philippines) est une circonscription de l'Église orthodoxe d'Antioche. Il a son siège à Sydney.

## Métropolites
- Paul Saliba, de 1999 à 2017
- Basilios Kodseie, depuis 2017